# Jiří Zikmund z Thun-Hohensteinu
Jiří Zikmund z Thun-Hohensteinu též z Castell-Brughieru (německy Georg Sigmund Graf von Thun-Hohenstein, 23. února 1573 – 27. dubna 1651) byl šlechtic z tyrolského rodu Thun-Hohensteinů.

## Život
Narodil se jako syn Zikmunda, svobodného pána z Thunu a jeho manželky Anny Kristýny Fuchsové z Lebenbergu.
V mládí si osvojil si široké vzdělání a byl stoupencem astronomie. Se svým mladším bratrem, johanitou Kryštofem Šimonem odcestoval do Levanty, kde se vyznamenal v několika námořních bitvách.
Na svém hradě Brughier, kde nejčastěji pobýval, nechal dostavět kapli, hrad rozšířil o boční křídla a vybudoval zde velký archiv.
Poté, co jeho starší bratr Jan Cyprián s celou svou rodinou, přesídlil do Čech, zůstal Jiří Zikmund jediným zástupcem rodu v Tyrolsku.
Prostřednictvím svého bratrance Jana Zikmunda a jeho syna Kryštofa Šimona byl hrabě zapojen do zdlouhavého dědického řízení, o kterém v roce 1655 dokonce vyšlo právní pojednání tiskem. Urovnání sporu mezi příbuznými zajistil až v roce 1657 Guidobald, arcibiskup salcburský.

### Manželství a potomstvo
Ze tří manželství (s Eufémií z Cles, Jenovéfou z Thun-Caldes a Marií z Firmianu) měl Jiří Zikmund četné potomstvo, z toho syny Alfonse Františka, Karla Cypriána, Jiřího Vigila a Kryštofa Antonína Šimona, kteří založili nové rodové větve a dcery Kláru, Markétu Kateřinu. Nejdelšího trvání měla linie syna Alfonse Františka.